# Zlot, Serbia
Zlot (Злот) este un sat situat în partea de est a Serbiei. Aparține de comuna Bor. Are o populație de 3.757 locuitori (2002) dintre care 1600 locuitori (42,57%) sunt români.